# Geleidingsafasie
Een geleidingsafasie of conductieafasie is een vorm van afasie, waarbij er sprake is van een stoornis in het nazeggen. Een patiënt begrijpt wel wat er tegen hem wordt gezegd en is ook grotendeels in staat zich uit te drukken, in tegenstelling tot bij respectievelijk de sensorische en de motorische afasie. Hij is echter niet in staat een voorgezegde zin te herhalen. Naast dit probleem komen er lichte woordvindstoornissen voor en verwisselt de patiënt letters en lettergrepen van woorden (literale parafrasieën). Ook hardop lezen en schrijven zijn bij een geleidingsafasie gestoord.
Een geleidingsafasie komt voor bij patiënten met een hersenletsel in de fasciculus arcuatus, de verbinding tussen het sensorische en het motorische spraakcentrum, bijvoorbeeld door een bloeding of een infarct.